# Masters of the Air (phim)
Masters of the Air là một bộ phim truyền hình ngắn tập về đề tài chiến tranh của Mỹ năm 2024, được biên kịch bởi John Shiban và John Orloff, và do Apple Studios, Playtone và Amblin Television đồng sản xuất. Bộ phim được dựa theo cuốn sách Masters of the Air: America's Bomber Boys Who Fought the Air War Against Nazi Germany của nhà sử học Donald L. Miller, có nội dung xoay quanh những đóng góp của Liên đoàn Ném bom 100, một liên đoàn ném bom hạng nặng Boeing B-17 Flying Fortress của Không lực 8, Không lực Lục quân Hoa Kỳ, tại chiến trường châu Âu trong Chiến tranh Thế giới thứ hai.
Masters of the Air là bộ phim đầu tiên được sản xuất bởi Apple Studios. Quá trình sản xuất phim được thực hiện chủ yếu ở Anh và bắt đầu vào năm 2021, nhưng bị trì hoãn bởi những ảnh hưởng của đại dịch COVID-19. Tập đầu tiên của Masters of the Air được công chiếu chính thức trên nền tảng Apple TV+ vào ngày 26 tháng 1 năm 2024.

## Diễn viên

### Diễn viên chính

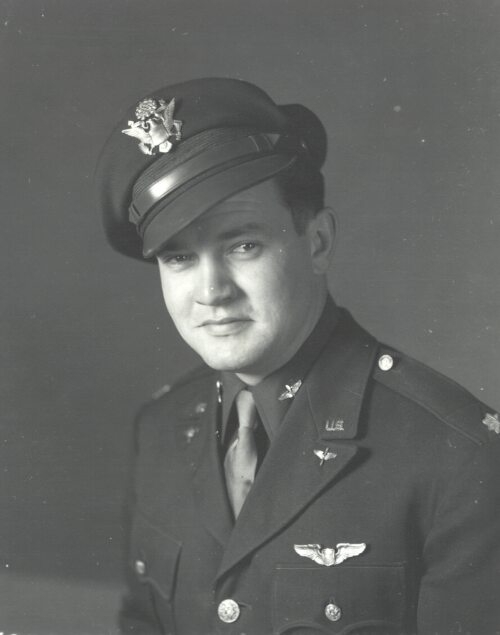
Thiếu tá Gale Cleven (1918- 2006)

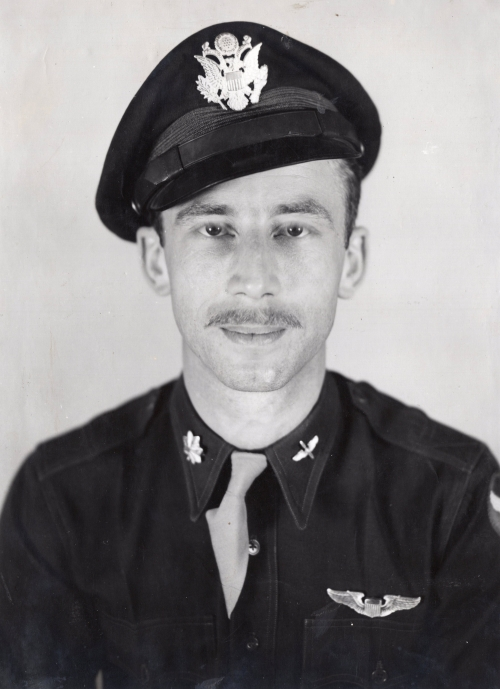
Thiếu tá John C. Egan (1915-1961)

- Austin Butler - Thiếu tá Gale "Buck" Cleven (1918-2006)
- Callum Turner - Thiếu tá John Egan (1915-1961)
- Anthony Boyle - Trung úy/Đại úy Harry Crosby (1919-2010)
- Barry Keoghan - Trung úy Curtis Biddick (1915-1943)
- Nikolai Kinski - Đại tá Harold Huglin (1906-1975)
- Stephen Campbell Moore - Thiếu tá Marvin S. Bowman (1895-1976)
- Sawyer Spielberg - Trung úy Roy Frank Claytor (1917-2003)
- Isabel May - Marjorie "Marge" Spencer (1920-1953)
- James Murray - Đại tá Neil "Chick" Harding (1905-1978)
- Nate Mann - Trung úy/Đại úy/Thiếu tá Robert "Rosie" Rosenthal (1917-2007)
- Laurie Davidson - Trung úy Herbert Nash (1917-1943)
- Joanna Kulig - Paulina
- Louis Hofmann - Thiếu úy Ulrich Haussmann (1904-2001)
- Jamie Parker - Bác sĩ Huston
- Bel Powley - Trung úy ATS Alexandra "Sandra" Wingate
- Sam Hazeldine - Trung tá Albert P. Clark (1913-2010)
- Josiah Cross - Thiếu úy. Richard D. Macon (1921-2007)
- Branden Cook - Thiếu úy Alexander Jefferson (1921-2022)
- Ncuti Gatwa - Thiếu úy Robert H. Daniels (1919-1987)
- Jerry MacKinnon - Đại tá Benjamin O. Davis Jr. (1912-2002)
- Josh Dylan - Trung úy George F. Niethammer (1919-1945)

### Diễn viên phụ
- David Shields - Thiếu tá Everett E. Blakely (1919-2004)
- Matt Gavan - Đại úy Charles B. “Crankshaft” Cruikshank (1917-2010)
- Bailey Brook - Trung sĩ Charles K. "Kenny" Bailey (1919-2004)
- Kai Alexander - Trung sĩ Kỹ thuật William M. Quinn (1923-2013)
- Ben Radcliffe - Đại úy John D. Brady (1918-1999)
- Adam Long - Đại úy Bernard DeMarco (1918-1992)
- Darragh Cowley - Trung úy Glenn Graham (1918-1959)
- Jonas Moore - Đại úy Frank Murphy (1921-2007)
- Elliot Warren - Thiếu úy James R. Douglass
- Jordan Coulson - Thiếu úy Howard B. "Hambone" Hamilton (1923-1998)
- Louis Greatorex - Đại úy Joseph "Bubbles" Payne (1921-1944)
- Nathen Solly - Thiếu úy John L. Hoerr (1919-1959)
- Raff Law - Thượng sĩ Kenneth A. Lemmons (1923-2004)
- Samuel Jordan - Thượng sĩ John J. "Winks" Herrmann (1919-1986)
- James Frecheville - Thiếu tá William W. "Bill" Veal (1914-2005)
- Thomas Flynn - Barr
- Toby Eden - Billy Taylor
- Tom Joyner - Đại úy Robert "Stormy" Becker (1919-2009)
- Edward Ashley - Trung tá John B. "Jack" Kidd (1919-2013)
- Harry Ames - Đại úy August H. Gaspar (1917-2007)
- Spike White - Thiếu úy Charles A. Via (1917-1965)

### Nhân vật khách mời

#### Liên đoàn Ném bom (Hạng nặng) 100
- James Meunier - Thiếu úy Kenneth Lorch (1920-1987)
- George Smale - Thiếu úy Raymond J. Nutting (1918-1991)
- Oaklee Pendergast - Trung sĩ William M. "Baby Face" Hinton (1924-1943)
- Kieron Moore - Trung sĩ Tham mưu Clifford Starkey (1919-1985)
- Daniel Briggs - Trung sĩ Kỹ thuật William Crabb (1921-1998)
- Dean Ridge - Trung úy Richard L. Snyder (1912-1943)
- Sonny Ashbourne Serkis - Trung úy James Evans (1924-2009)
- Charlie Rix - Trung úy Glen Van Noy (1918-2002)
- Jojo Macari - Đại úy Oran E. Petrich (1920-1943)
- George Webster - Đại úy Glenn W. Dye (1921-2003)
- Lino Facioli - Trung úy Adams
- Freddy Carter - Trung úy David Friedkin (1912-1976)
- Francesco Piacentini-Smith - Trung sĩ Tham mưu Ray H. Robinson (1920-2005)
- Ben Spong - Thiếu tá Ollen O. Turner (1915-1991)
- Fionn O'Shea - Trung sĩ Tham mưu Steve Bosser
- Nitai Levi - Trung sĩ Paul A. Vrabec, Jr. (1919-1946)
- Jon Ewart - Thiếu úy William H. Couch (1921-2006)
- Max Hastings - Trung úy Kenneth Allen (1917-2001)
- Neil Pendleton - Trung sĩ Kỹ thuật William R. Stewart (1920-2002)
- John Hopkins - Bác sĩ, Đại úy Wendell C. Stover
- Elliott Ross - Trung úy Donald L. Strout (1920-1972)
- Louis Sparks - Trung sĩ Lester Saunders (1916-1943)
- Alex Boxall - Trung sĩ Kỹ thuật Monroe Thornton (1914-1978)
- Luke Coughlan - Trung sĩ Tham mưu James M. Johnson
- Phillip Lewitski - Trung úy Francis Harper (1918-1972)
- Josh Bolt - Trung úy Winifred "Pappy" Lewis
- Dean John-Wilson - Trung úy Clifford J. Milburn (1922-2000)
- Ian Dunnett Jnr - Thiếu úy Ronald C. Bailey (1916-2003)
- Riley Neldam - Trung sĩ Kỹ thuật Michael V. Boccuzzi (1921-2000)
- Jonathan Halliwell - Trung sĩ William J. DeBlasio (1924-2001)
- Adam Silver - Thiếu úy David Solomon
- Dimitri Leonidas - Trung sĩ George J. Petrohelos (1921-1991)
- Thomas Perry - Trung sĩ Harold E. "Harry" Clanton (1922-1943)
- Elan Butler - Thiếu úy Robert J. "Bob" Shoens (1921-2024)
- Corin Silva - Trung tá John M. Bennett (1908-1993)
- Ben Dilloway - Trung tá Wilbur W. Aring (1908-1980)
- Patrik Krivanek - Trung sĩ Tham mưu Joe F. Hruskocy (1914-2002)
- Christopher Lakewood - Đại tá Thomas S. Jeffery (1917-2008)

#### Liên đoàn Tiêm kích 332-Phi công Tuskegee
- Tomisin Ajani - Đại úy Erwin B. Lawrence (1919-1944)
- Darryl Mundoma - Thiếu úy Charles M. Bussey (1921 - 2003)
- Francis Lovehall - Đại úy Wendell O. Pruitt (1920-1945)
- Kwame Agyei - Thiếu úy Joseph Evans Gordon (1923-1944)
- Rahshan Wall - Trung úy Frederick D. Funderburg (1922-1944)
- Jonathan Jules - Trung úy Shelby F. Westbrook (1922-2016)
- Bradley Banton - Trung úy Lee "Buddy" Archer (1919-2010)

#### Nhân vật khác
- Nancy Farino - Lil
- Tommy Jessop - Tommy
- Toby Eden - Billy Taylor
- Alfie Tempest as Sammy Hurry
- Harriet Leitch - Katherine “Tatty” Spaatz (1921-2005), thành viên Hội Chữ thập đỏ Hoa Kỳ, con gái cả của Trung tướng Carl Spaatz - chỉ huy trưởng Không lực Chiến lược Hoa Kỳ tại Châu Âu
- Ben Segers - Vincent, một thành viên của quân kháng chiến ngầm Bỉ
- Vincent Londez - Jean Achten, một thành viên của quân kháng chiến ngầm Bỉ
- Barney White - Bob, gián điệp của Đức trà trộn vào mạng lưới quân kháng chiến Bỉ
- Emma Canning - Helen
- Bronwyn James - Susie
- Lauren McQueen - Rose
- Robert Hands - Thiếu tá Gustav Simoleit, Phó giám đốc Trại tù binh Stalag Luft III
- Saro Emirze - Hanns Scharff (1907-1992), một chuyên gia thẩm vấn của Luftwaffe
- John Schwab - Trung tá James W. Lann - Tiểu đoàn trưởng Tiểu đoàn Xe tăng 47, Sư đoàn Thiết giáp 14

## Các tập phim
| TT. | Tiêu đề      | Đạo diễn                | Biên kịch | Ngày phát sóng gốc  |
| --- | ------------ | ----------------------- | --- | ------------------- |
| 1 | "Part One"   | Cary Joji Fukunaga      | Kịch bản : John Orloff Cốt truyện : John Shiban and John Orloff | 26 tháng 1 năm 2024 |
| Mùa xuân năm 1943, hai thiếu tá Gale Cleven và John Egan của Liên đoàn Ném bom 100 được điều động tới Anh để tham gia vào các chiến dịch ném bom của Không lực Lục quân Hoa Kỳ vào lãnh thổ do Đức Quốc Xã kiểm soát. Liên đoàn 100 đóng quân tại Sân bay RAF Thorpe Abbotts và vào tháng 6, Liên đoàn 100 bắt đầu nhiệu vụ ném bom đầu tiên, nhằm vào vùng Bremen của Đức. Mặc dù được trang bị máy ngắm ném bom Norden tân tiến, các hoa tiêu của Mỹ lại không bắt được mục tiêu và nhiệm vụ bị hủy bỏ. Liên đoàn 100 buộc phải bay qua hỏa lực phòng không dày đặc và chống trả lại các đợt đánh chặn của Không quân Đức Quốc xã để quay trở về căn cứ. |              |                         | |                     |
| 2 | "Part Two"   | Cary Joji Fukunaga      | John Orloff | 26 tháng 1 năm 2024 |
| Các thành viên của Liên đoàn 100 cố gắng thích nghi với những thương vong nhân mạng đầu tiên của họ. Tại một quán pub, các phi công của Không quân Hoàng gia Anh lên tiếng trỉ trích về chiến thuật ném bom ban ngày gây nhiều tranh cãi của người Mỹ. Trung úy Curtis Biddick cảm thấy bị xúc phạm và đã thách đấu với một phi công Anh bằng một trận boxing tay trần, và đã giành chiến thắng. Do Thiếu tá Marvin Bowman bị mắc bệnh viêm loét dạ dày tá tràng và phải rút về hậu tuyến chữa bệnh, Thiếu tá Cleven được giao nhiệm vụ dẫn dắt Liên đoàn 100 thực hiện nhiệm vụ ném bom thứ hai: không kích một boongke U-boat (U-Boot-Bunker) của Đức ở Na Uy. Dù mắc chứng say máy bay, Trung úy Harry Crosby đã điều hướng nhiệm vụ thành công. Chiếc B-17 của Trung úy Biddick bị hư hỏng nặng nhưng đã hạ cánh an toàn ở Scotland. |              |                         | |                     |
| 3 | "Part Three" | Cary Joji Fukunaga      | Kịch bản : John Orloff | 2 tháng 2 năm 2024  |
| Tháng 8 năm 1943, Liên đoàn 100 tham gia vào chiến dịch ném bom quy mô lớn vào vùng Schweinfurt–Regensburg, với mục tiêu phá hủy cơ sở sản xuất lắp ráp máy bay của Đức trước khi quay về Bắc Phi. Trung úy Biddick thiệt mạng sau khi chiếc B-17 của anh bị tiêm kích của Không quân Đức Quốc xã bắn hạ. Trung sĩ William M. Quinn nhảy dù thoát thân sau khi chiếc B-17 của anh bị bắn rơi; Quinn hạ cánh xuống đất Bỉ và được quân kháng chiến giải cứu. Thiếu tá Egan và Cleven quay trở về Bắc Phi cùng với những chiếc B-17 còn lại của Liên đoàn 100. |              |                         | |                     |
| 4 | "Part Four"  | Cary Joji Fukunaga      | John Orloff | 9 tháng 2 năm 2024  |
| Tháng 10 năm 1943, các phi công và phi hành đoàn mới, trong đó có Trung úy Robert Rosenthal, được điều về Liên đoàn 100. Liên đoàn 100 tiếp tục không kích Bremen. Cảm thấy căng thẳng và mệt mỏi bởi các di chứng gây ra trong chiến đấu, Thiếu tá Egan đã xin nghỉ phép và tới London, nơi anh có một mối tình một đêm với một góa phụ người Ba Lan. Sau khi được biết Thiếu tá Cleven không quay trở lại sau cuộc không kích ở Bremen, Egan đã quay trở lại đơn vị sớm. Trong khi đó, Trung sĩ Quinn được quân kháng chiến Bỉ giúp đào tẩu qua vùng Paris bị chiếm đóng để bắt tàu hỏa tới Tây Ban Nha. |              |                         | |                     |
| 5 | "Part Five"  | Anna Boden & Ryan Fleck | John Orloff | 16 tháng 2 năm 2024 |
| Liên đoàn 100 quay trở về từ Bremen với thiệt hại nặng nề. Trung úy Payne được thăng hàm Đại úy và thay thế Trung úy Crosby làm hoa tiêu trưởng của Liên đoàn. Vài ngày sau, Thiếu tá Egan tiếp tục dẫn đầu đội bay tham gia một cuộc không kích nữa. Chiến dịch không kích kết thúc trong biển máu đối với Liên đoàn 100 khi chỉ còn rất ít máy bay B-17, trong đó có máy bay của Trung úy Rosenthal, sống sót quay trở về. Thiếu tá Egan nhảy dù khỏi chiếc B-17 của anh sau khi bị bắn hạ và hạ cánh xuống vùng nông thôn ở Westfalen, Đức. |              |                         | |                     |
| 6 | "Part Six"   | Anna Boden & Ryan Fleck | John Orloff | 23 tháng 2 năm 2024 |
| Thiếu tá Egan bị bắt làm tù binh tại Westphalia và bị áp giải tới trại tù binh cùng những người tù binh khác. Khi đi ngang qua thành phố Rüsselsheim, họ bị người dân địa phương đánh đập dã man, và sáu tù binh đã bị hành quyết. Egan may mắn sống sót và được đưa tới trại Dulag Luft để bị thẩm vấn, trước khi chuyển đến trại Stalag Luft III. Tại Stalag Luft III, Egan gặp lại những người đồng đội của Liên đoàn 100 bị bắn hạ trước đây, bao gồm Thiếu tá Cleven. Rosenthal và phi hành đoàn của anh được gửi đến một vùng nông thôn để nghỉ ngơi và để được tư vấn tâm lý, điều mà Rosenthal phản đối. Thiếu tá Crosby tham dự một hội nghị tại Đại học Oxford, nơi anh gặp một nữ sĩ quan ATS của Anh. Khi tình cảm của Crosby với nữ sĩ quan Anh bắt đầu chớm nở thì cô ấy bất ngờ bị gọi lên đường, khiến Crosby bị hụt hẫng. |              |                         | |                     |
| 7 | "Part Seven" | Dee Rees                | John Orloff | 1 tháng 3 năm 2024  |
| Tháng 3 năm 1944, Liên đoàn 100 mất 15 chiếc B-17 và 150 người trong một phi vụ không kích vào Belirn. Nhiệm vụ tiếp theo của họ đã đạt được nhiều thành công khi các đội máy bay ném bom bắt đầu được hộ tống bởi tiêm kích P-51 Mustang. Đại úy Rosenthal đã hoàn thành 25 nhiệm vụ xuất kích, nhưng anh quyết định ở lại đơn vị để được chiến đấu tiếp, và được bổ nhiệm làm Phi đoàn trưởng Phi đoàn Ném bom 350. Đại úy Crosby bắt đầu mối quan hệ tình cảm với Wesgate. Quinn quay trở lại căn cứ nhưng bị miễn tham gia các nhiệm vụ tiếp theo do anh đã nắm rõ về hệ thống đào tẩu tù binh của quân kháng chiến ngầm tại châu Âu. Trong trại Stalag Luft III, Thiếu tá Cleven và các tù binh chiến tranh khác đã chế tạo thành công một máy thu vô tuyến tinh thể để theo dõi tin tức của đài BBC. Sau khi một nhóm lớn tù nhân người Anh đã tổ chức vượt ngục, Cleven, Egan và các tù binh khác bị đe dọa rằng khu trại sẽ được chuyển giao cho SS và Gestapo quản lý nếu họ tổ chức thêm một lần vượt ngục nữa. |              |                         | |                     |
| 8 | "Part Eight" | Dee Rees                | Kịch bản : John Orloff & Joel Anderson Thompson và Dee Rees Cốt truyện : John Orloff & Joel Anderson Thompson & Morwenna Banks and John Orloff & Joel Anderson Thompson | 8 tháng 3 năm 2024  |
| Tháng 6 năm 1944, Đại úy Crosby đã tham gia soạn thảo kế hoạch ném bom bằng 200 máy bay vào hệ thống cơ sở vật chất của quân đội Đức Quốc Xã tại Pháp để chuẩn bị cho Chiến dịch Overlord. Crosby đã làm việc liên tục trong ba ngày, và ngủ thiếp đi trong suốt ngày D. Trong Chiến dịch Dragoon, nhiều phi công Tuskegee của Phi đoàn Tiêm kích 99 đã bị bắn hạ khi tham gia bắn phá các vị trí của lính Đức ở Côte d'Azur; Thiếu úy Richard Macon, Robert Daniels, và Alexander Jefferson bị bắt sống và được đưa về trại tù binh Stalag Luft III, hiện đang nằm dưới sự quản lý của SS. Tại đó, họ được Thiếu tá Cleven mời tham gia một đợt vượt ngục nhiều tiềm năng, vì Hồng quân Liên Xô đang tiến đến rất gần. |              |                         | |                     |
| 9 | "Part Nine"  | Tim Van Patten          | Kịch bản : John Orloff & Joel Anderson Thompson Cốt truyện : John Orloff                                                                                                | 15 tháng 3 năm 2024 |
| Trong một cuộc không kích vào Berlin ngày 3 tháng 2 năm 1945, máy bay của Thiếu tá Rosenthal bị bắn rơi. Anh nhảy dù và tiếp đất ở khu vực phía đông Berlin, và đã được các binh sĩ Hồng quân Liên Xô giải cứu. Trước đà tiến công mạnh mẽ của quân đội Đồng Minh, lính Đức đã cho di tản trại Stalag Luft III. Các tù binh, bao gồm Cleven và Egan, đã phải đi bộ tới Muskau để đi tàu tới Nuremberg, rồi đến trại Stalag XIII ở Langwasser, rồi đến Berching. Cleven và Egan đã bỏ trốn, nhưng chỉ có Cleven thành công. Cleven sau đó bị một nhóm dân quân Volkssturm đánh đập dã man trước khi được binh sĩ Hoa Kỳ ở Franconia giải cứu. Egan được đưa đến trại Stalag VII gần Moosburg, và được giải phóng bởi Sư đoàn Thiết giáp 14. Trước khi trở về Anh, Rosenthal đã được tận mắt chứng kiến được sự kinh hoàng của nạn diệt chủng Holocaust ở Poznań. Ngày 1 tháng 5 năm 1945, Rosenthal, Crosby và Cleven đã bay cùng nhau trong Chiến dịch Manna và Chowhound - một chiến dịch tiếp tế thực phẩm của Liên đoàn 100 cho người dân Hà Lan ở Hongerwinter. Sau khi Đức Quốc Xã đầu hàng vô điều kiện, Liên đoàn 100 quay trở về Mỹ. Tập phim kết thúc bằng một đoạn credits ngắn kể về cuộc sống sau đó của các nhân vật liên quan sau chiến tranh. |              |                         | |                     |

## Phát hành
Masters of the Air được công chiếu chính thức trên nền tảng Apple TV+ vào ngày 26 tháng 1 năm 2024.
Một tập phim tài liệu do Tom Hanks tường thuật có tựa đề The Bloody Hundredth được phát hành vào ngày 15 tháng 3 năm 2024 trên Apple TV+. The Bloody Hundredth xoay quanh những cuộc phỏng vấn của những thành viên còn sống của Liên đoàn Ném bom 100 và những câu chuyện của họ trong Chiến tranh Thế giới thứ hai.

## Sản xuất

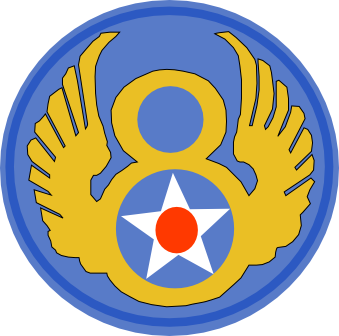
Phù hiệu của Không lực 8 trong Chiến tranh Thế giới thứ hai

Tháng 10 năm 2012, có nhiều thông tin cho rằng Tom Hanks và Steven Spielberg sẽ tiếp tục đạo diễn một bộ phim truyền hình ngắn tập thứ ba về đề tài Chiến tranh Thế giới thứ hai. Bộ phim được cho là cốt truyện tương tự Band of Brothers và The Pacific, nhưng lần này tập trung vào những người lính bay thuộc Không lực 8, Không lực Lục quân Hoa Kỳ. Tháng 1 năm 2013, HBO xác nhận rằng họ đang sản xuất một bộ phim truyền hình ngắn tập được chuyển thể từ cuốn sách Masters of the Air: America's Bomber Boys Who Fought the Air War Against Nazi Germany của nhà sử học Donald L. Miller, với nội dung xoay quanh Liên đoàn Ném bom 100 của Không lực 8.
Tháng 10 năm 2019, Apple thông báo đã đạt được thỏa thuận với các công ty sản xuất phim của Spielberg và Hanks để được cấp quyền phát trực tuyến loạt phim này độc quyền trên nền tảng Apple TV+ thay vì HBO. HBO sau đó xác nhận họ đã ngừng hợp tác sản xuất dự án phim trên. Tờ Deadline Hollywood dự đoán bộ phim này bao gồm 10 tập, có kinh phí sản xuất hơn 200 triệu USD, trong khi đó tờ The Hollywood Reporter cho rằng sẽ có chín tập phim với tổng kinh phí lên đến 250 triệu USD. Đây là bộ phim truyền hình ngắn tập đầu tiên của Apple TV+ được đưa vào sản xuất dưới sự điều hành và giám sát của công ty mẹ Apple Studios.
Tháng 10 năm 2020, nhà làm phim Cary Joji Fukunaga xác nhận sẽ đạo diễn ba tập đầu tiên của bộ phim. Tháng 2 năm 2021, Austin Butler và Callum Turner được tuyển làm diễn viên chính của bộ phim, theo đó là Anthony Boyle và Nate Mann vào tháng 3, Raff Law, James Murray và Tommy Jessop vào tháng 4. Diễn viên Freddy Carter tiết lộ trong một buổi phỏng vấn vào tháng 5 rằng anh đã đựoc chọn làm diễn viên chính của Masters of the Air. Một số bức ảnh hậu trường cho thấy Barry Keoghan cũng sẽ góp mặt trong bộ phim. Tháng 6 năm 2021, Dee Rees được mời làm đạo diễn cho hai tập phim. theo đó là hai vợ chồng đạo diễn Anna Boden và Ryan Fleck vào tháng 7.
Tháng 2 năm 2021, tờ báo Oxford Mail của Anh đưa tin rằng quá trình ghi hình và sản xuất phim đã được bắt đầu ở khu doanh trại Dalton (trước đây là sân bay RAF Abingdon trong Chiến tranh Thế giới thứ hai) của hạt Oxfordshire, Anh. Quá trình làm phim đã bị hoãn lại tạm thời vào tháng 7 sau khi có thêm nhiều ca dương tính với COVID-19 ở Anh. Bộ phim còn được bấm máy ở các khu vực khác như Newland Park, Chalfont St Peter và Hemel Hempstead. Nhà sản xuất đã áp dụng cộng nghệ phim trường ảo của Lux Machina để thực hiện một số phân cảnh buồng lái máy bay B-17 Flying Fortress.

## Đánh giá chuyên môn
Trên hệ thống tổng hợp kết quả đánh giá Rotten Tomatoes, bộ phim nhận được 85% lượng đồng thuận dựa trên 95 đánh giá và đạt mức điểm trung bình là 8,0/10. Trang web cho biết "Nhờ vào quá trình sản xuất phim hoàn hảo và xây dựng nhân vật kỹ lưỡng, Masters of the Air có thể tự hào sánh ngang với các loại phim tiền nhiệm Band of Brothers và The Pacific." Trên trang Metacritic, bộ phim có điểm trung bình là 73 trên 100, dựa trên 40 lượt nhận xét.
Rebecca Nicholson của The Guardian đã đánh giá bô phim đạt năm sao, gọi Masters of the Air là "một bộ phim truyền hình thực sự tuyệt vời" và đã lột tả được những trải nghiệm "ly kỳ nhưng không kém phần khủng khiếp" của những người phi công. Tuy nhiên, Emily Baker của tờ i chỉ cho bộ phim hai sao, viết rằng Masters of the Air "là bộ phim gây thất vọng lớn đầu tiên của năm 2024." Baker chỉ trích bộ phim có nhiều tình tiết kịch tính dễ đoán trước và cốt truyện, tính cách nhân vật "quá khuôn mẫu," đồng thời cho rằng bộ phim này "quá lỗi thời để cạnh tranh với các bộ phim truyền hình uy tín ngày nay."